# استیو
استیو (به ایتالیایی: Stio) یک کومونه در ایتالیا است که در استان سالرنو واقع شده‌است. استیو ۲۴ کیلومتر مربع مساحت و ۹۴۲ نفر جمعیت دارد و ۶۷۵ متر بالاتر از سطح دریا واقع شده‌است.